# Morphotyp
Der Begriff Morphotyp (auf Englisch morphotype) wird in der Biologie und Medizin verwendet, um ähnliche, aber morphologisch unterscheidbare Einheiten abzugrenzen. Anwendungsbeispiele sind die Abgrenzung morphologisch unterscheidbarer Tumoren, morphologisch unterscheidbarer Zellen eines Zelltyps, zum Beispiel große und kleine Nervenzellen, und die Klassifizierung menschlicher Eizellen.
In der mikrobiologischen Taxonomie, der Wissenschaft von der Systematik der Mikroorganismen, ist „Morphotyp“ eine Einheit unterhalb einer Unterart. Sie definiert beispielsweise einen Bakterien-Stamm oder einen Bakteriophagen-Stamm, der sich von anderen Stämmen der gleichen Art durch morphologische Merkmale unterscheiden lässt, etwa auf Grund verschiedener Zellgrößen oder Oberflächenstrukturen.
Auch bei höheren Organismen wird „Morphotyp“ verwendet, beispielsweise bei Kriebelmücken mit verschiedenen Larvenformen einer Art, bei Delfinen unterschiedlicher Größe oder bei Pflanzen (Nickender Sauerklee).
Bei höheren Organismen wird „Morphotyp“ jedoch eher in der allgemeineren Bedeutung „unterschiedliche Form“ denn als taxonomischen Einheit unterhalb einer Unterart eingesetzt. So wird z. B. bei den Krebstieren (Crustacea) die gedrungene Krabbenform verschiedener Taxa oder der eigentümliche Körperbau der Bärenkrebse (Scyllaridae) als jeweils eigener Morphotyp beschrieben.